# Ron Davies
Ronald Tudor Davies (Holywell, 25 maggio 1942 – Albuquerque, 24 maggio 2013) è stato un calciatore gallese, di ruolo attaccante.

## Carriera

### Club
Tra il 1959 ed il 1975 ha indossato le maglie di Chester City, Luton Town, Norwich City, Southampton, Portsmouth, Manchester United e Millwall.
Dal 1976 al 1978 è in forza ai L.A. Aztecs, franchigia della NASL, con cui raggiunse come miglior piazzamento le semifinali playoff nella North American Soccer League 1977, perse contro i Seattle Sounders.

### Nazionale
Durante la sua carriera con la maglia della nazionale gallese ha collezionato 29 presenze e 9 reti.